# GA Nr.1
Die Nr. 1 der Gewerkschaft Altenberg II war eine fünffachgekuppelte Tenderlokomotive für den Betrieb auf deren Sandbahn in Oberschlesien. Zwei baugleiche Lokomotiven besaß auch die Sandbahngesellschaft der Gräfl. v. Ballestremschen und A. Borsigschen Steinkohlenwerke.

## Geschichte
Die drei Lokomotiven wurden 1913 von Borsig mit den Fabriknummern 8395 bis 8397 an die Gewerkschaft Altenberg II und an die Sandbahngesellschaft der Gräfl. v. Ballestremschen und A. Borsigschen Steinkohlenwerke geliefert. Die Lokomotiven der seltenen Bauart 1'E h2t sind die Urahnen einer Reihe schwerer Tenderlokomotiven, von denen die Tierklasse-Lokomotiven der Halberstadt-Blankenburger Eisenbahn und die Preußischen T 20 die bekanntesten Bauarten sind.
Nach dem Zweiten Weltkrieg wurden die Bergwerksgesellschaften durch den polnischen Staat enteignet. Die Lokomotiven wurden nach 1945 von der neu gegründeten staatlichen Sandbahn Przedsiębiorstwo Materiałów Podsadzkowych Przemysłu Węglowego (PMPPW) mit den Nummern TKy 201 bis 203 übernommen. Ihr weiterer Verbleib ist unbekannt.